# 御連枝
御連枝，在日文中本來是指貴人兄弟的尊稱。
廣義來說，御连枝是天皇家、將軍家、大名家等世襲要職的貴族家族，當主兄弟未出家而独立为一个家门而形成的家系。天皇家的宮家、德川將軍家的御三家、御兩典、御三卿、藩主家的支藩家也可以稱為御連枝。
狭義來說，御連枝指江戶時代御三家的分家，尤其是立藩、為親藩大名家的家族。
- 尾張德川家（尾張藩）連枝
  - 梁川松平家 - 第二代藩主德川光友第三子（庶長子）松平義昌的分封（陸奧梁川藩）
  - 高須松平家 - 第二代藩主德川光友第二子松平義行的分封（美濃高須藩）
  - 川田久保松平家 - 第二代藩主德川光友的第十一子松平友著的內分分知
- 紀州德川家（紀州藩）連枝
  - 西條松平家 - 第一代藩主德川賴宣第二子松平賴純的分封（伊予西條藩）
  - 丹生松平家 - 第二代藩主德川光貞第三子松平賴職的分封（越前丹生藩）
  - 葛野松平家 - 第二代藩主德川光貞第四子松平賴方的分封（越前葛野藩）
- 水戶德川家（水戶藩）連枝
  - 高松松平家 - 第一代藩主德川賴房長子松平賴重的分封（讃岐高松藩）
  - 守山松平家 - 第一代藩主德川賴房第四子松平賴元的分封（陸奧守山藩）
  - 府中松平家 - 第一代藩主德川賴房第五子松平賴隆的分封（常陸府中藩）
  - 宍戶松平家 - 第一代藩主德川賴房第七子松平賴雄的分封（常陸宍戶藩）

## 相關項目
- 松平氏
- 御家門